# Carlo di Borgogna
Carlo di Borgogna är en opera i tre akter med musik av Giovanni Pacini och text av Gaetano Rossi.
Operan uppfördes den 21 februari 1835 på Teatro La Fenice i Venedig, men upplevde endast en föreställning p.g.a. att uppförandet blev ett gigantiskt fiasko hos publiken. Pacini tog fiaskot väldigt hårt och drog sig tillbaka från offentligheten i cirka 5 år och komponerade bara kammarverk för hemmet. Pacini skyllde fiaskot på sin egen begåvning och skrev för mycket på känsla och ville därför vila och lära upp sig.

## Handling
Operan utspelar sig i Burgund på 1400-talet med Karl den djärve i huvudrollen, men Rossi har blandat i många olika element och texten får mest ses som ett romantiskt drama utan någon direkt historik förankring.
Hertig Karl ska ingå i ett politiskt äktenskap med Leonora di Jork, men han älskar fortfarande Estella som är dotter till Arnoldo, Greve av Ivrj. Arnoldo vill ha hämnd för Carlos svek och i en konfrontation mellan Carlo, Leonora och Estella avslöjar Carlos sin kärlek till Estella. Leonora vill då tvinga in Carlo i äktenskapet.
Arnoldo har samlat schweizare till revolt mot Carlo, men Carlo har samlat sina soldater till motattack. Arnoldo segrar dock till Estellas förfäran, och Carlo dödas av Arnoldo.

## Musiken
Pacinis musik är mycket stark och höjer sig över andra samtida operor. Inte ens vissa Donizettioperor har samma kvalitet från samma tid. Musiken skiftar hela tiden i rytm, och orkesterkoloriten är även den stark; man kan inte så att säga ställa in autopilot hos dirigenten utan han måste hela tiden vara uppmärksam på temposkiftningarna i partituret. Pacini själv skrev förintande om verket i sina memoarer. Han tyckte att di Borgogna brydde sig mer om rösterna än om instrumenteringen. Den samtida publiken kallade honom för Maestro delle Cabalette, för hans till synes lätt ihopsnickrade Cabalettor, men han hade stora svårigheter med att hela tiden komma på nya cabalettor. Han ville förändra cabalettans roll även om han inte lyckades helt och fullt. Musiken har även påverkats av Rossinis Guillaume Tell eftersom även Carlo utspelar sig i Schweiz.

## Personer
- Carlo, Hertig av Burgund, Domenico Donzelli, Tenor
- Leonora av jork, Carlos blivande hustru, Henriette Méric-Lalande, Sopran
- Arnoldo, Greve av Ivrj, Domenico Cosselli, Baryton
- Estella, hans dotter, Giuditta Grisi, Mezzosopran
- Amelia, släkting till Ivrj, Marietta Albini, Sopran
- Oberto, Okänd
- Lord Athol, Lorenzo Lombardi
- Guglielmo D'Erlach, Schweizisk riddare, Antonio Solari